# 친위대 제26무장척탄병사단
친위대 제26무장척탄병사단 (제2헝가리)(26. Waffen-Grenadier-Division der SS (ungarische Nr.2.))는 나치 독일의 무장친위대 사단 중 하나이다.
1944년 11월 독일이 헝가리 왕국의 호르티 미클로시 제독의 정부를 전복시킨 뒤 편성했다. 그러나 훈련소를 소련 붉은 군대가 덮치는 와중에 탈출하느라 제대로 편성되지도, 장비를 갖추지도, 훈련을 받지도 못했다. 1945년 5월 오스트리아에서 미군에게 항복했다.

## 같이 보기
- 독일 국방군의 사단 목록